# الشغادرة (حجة)

تعديل مصدري - تعديل

الشغادرة هي مدينة ومركز مديرية الشغادرة بمحافظة حجة اليمنية، بلغ تعداد سكانها 2891 نسمة حسب الإحصاء الذي أجري عام 2004.